# Eudes de Saint-Amand
Eudes (Odo) de Saint-Amand (ur. 1110, zm. 9 października 1180) — ósmy wielki mistrz zakonu templariuszy od 1171 do 1180.

## Życiorys
Urodził się w 1110 r. w regionie Artois we Francji. Jego starszym bratem był Godfrey de Saint-Armand, jeden z pierwszych braci-rycerzy, współzałożycieli zakonu templariuszy. 
Do zakonu wstąpił ok. 1128 r. pod wpływem Hugona de Payens i starszego brata. Podczas rządów Bertranda de Blanqueforta dostał się do niewoli tureckiej, a po uwolnieniu był m.in. posłem króla Amalryka I do cesarza bizantyjskiego w 1167. Po wyborze na urząd wielkiego mistrza zasłynął tym, że odmówił Almarykowi wydania Gautiera de Mensil, który zamordował posłańców izmaelickich, niewykluczone, że za zgodą lub nawet z inspiracji wielkiego mistrza. Uczestniczył wraz ze swoimi rycerzami w zwycięskiej dla Franków bitwie pod Lyddą. Za jego sprawą wybudowano zamek Chastellet u Brodu Jakuba. 
W bitwie pod Mesafatem dostał się do niewoli i był więziony w Damaszku. Odmówił zapłacenia za siebie okupu lub wymiany, twierdząc, że "templariusz może ofiarować jako okup jedynie swój pas i puginał". Zmarł w niewoli.
Pojawia się w powieści Król trędowaty autorstwa Zofii Kossak.